# Dear Mama
Dear Mama (укр. Люба мати) — пісня американського репера Тупака Шакура, яка була видана першим синглом з його третього альбому Me Against the World 21 лютого 1995 року. Цю композицію Тупак написав для своєї матері Афені Шакур у 1994 році.
Сингл «Dear Mama» побачив світ 21 лютого 1995-го року і став найуспішнішим серед усіх синглів з альбому Me Against the World. Пісня, на думку критиків та шанувальників є однією з найкращих хіп-хоп пісень всіх часів, і, зокрема, однією з найкращих пісень 2Pac'а. Композиція зайняла четверту сходнинку у списку "100 найкращих реп-пісень", складенному за опитуванням, яке влаштував портал About.com . 23 червня 2010 було оголошено, що Бібліотека Конгресу США обрала на збереження «Dear Mama», разом з ще 24 пісень, до Національного реєстру для їх культурного значення .
«Dear Mama» містить семпли з пісень "Sadie" (1974) вокального ансамблю The Spinners, та інструментальної композиції Джо Семпла "In All My Wildest Dreams" .

## Композиції
12", Cassette, CD, Maxi
1. "Dear Mama" (LP Version) — 4:41
2. "Dear Mama" (Instrumental) — 5:21
3. "Bury Me a G"  4:59
4. "Dear Mama" (Moe Z. Mix) — 5:09
5. "Dear Mama" (Instrumental Moe Z. Mix) — 5:09
6. "Old School" (LP Version) — 4:59